# Ikenie no Yoru
Ikenie no Yoru (イケニエノヨル), littéralement La nuit Sacrifice en français, est un jeu vidéo d'horreur et d'aventure pour la Wii, développé et édité par Marvelous Entertainment. Dans ce jeu, le joueur contrôle cinq adolescents explorant une maison hantée. Le joueur ne possède pas d'armes contre les fantômes, et doit, au contraire, fuir pour éviter d'être touché et tué. Le jeu utilise la télécommande Wii et il est possible d'utiliser la Wii Balance Board pour marcher. Ikenie no Yoru a été publié en mars 2011 et seulement au Japon. Une traduction anglaise non officielle a cependant été publiée par Brand Newman le 31 mars 2020.

## Synopsis
Un groupe d’adolescents décident de faire un voyage dans la vallée de Tsukuyomi, où des personnes étaient utilisées comme sacrifices pour les dieux. Il y a cinq personnages principaux dans ce jeu, qui encourage le joueur à renommer les noms de ses amis: Noir, Bleu, Jaune, Rose et Rouge.
Noir invite ces amis dans le manoir de son père disparu.
Rouge est le leader colérique du groupe. Il commence tout le bazar avec la déclaration "Testons notre courage".
Bleu est gentil et a un sens aigu de la justice.
Jaune a un cœur pur, elle est bien élevée et gentille avec les gens.
Rose exprime clairement ses opinions et veille à ce que tout le monde les entende.
De plus, une mystérieuse jeune fille accompagne le joueur et elle semble bien s'entendre avec Jaune.
Un personnage supplémentaire, "Toi", est jouable dans l'épilogue de l'histoire.

## Système de jeu
Le jeu dispose de peu de mécanique. Le joueur avance avec un bouton et recule avec un autre. Taper rapidement sur ces boutons permet de faire courir le personnage. La télécommande Wii est utilisée comme lampe torche et la Wii Balance Board est utilisée pour marcher, pour donner l'impression d'être dans le jeu. Le joueur est tué s'il touche à un fantôme, et qu'il n'a pas la possibilité de se débattre. Les fantômes se promènent de manière rapprochée ou espacée, et poursuivent parfois le joueur, en courant. Le joueur doit soigneusement chronométrer ses mouvements pour se faufiler devant les fantômes. Le jeu possède vingt-cinq niveaux d'environ dix minutes. En terminant le jeu, celui-ci vous permet de rejouer les niveaux avec des défis, comme de ne pas courir. En terminant ces défis, le jeu vous offre un niveau secret.

## Accueil
Le magazine Nintendo Gamer, qui a commenté une version importée du jeu, a estimé que le jeu offrait des moments vraiment terrifiants mais guère plus. Ils ont estimé que les répétition des niveaux, combinée au manque de mécanique de jeu en plus du temps passé et des fantômes, laissait le jeu ennuyeux entre les moments de terreur. Ils ont conclu que le jeu était un "échec effrayant".